# Samux (stad)
Samux (uit te spreken als 'Samoech'; vroeger: Nəbiağalı  (1992-2008)) is een stad in Azerbeidzjan en is de hoofdplaats van het district Samux.
De stad telt 9.100 inwoners (01-01-2012).